# B.D. Lakshman
Brahma Dass Lakshman, dit B.D. Lakshman, né en 1900 à Nausori et mort le 5 octobre 1981 à Brisbane, est un syndicaliste et homme politique fidjien.

## Biographie
Né aux Fidji, il y effectue sa scolarité puis part en Inde en 1927 pour son enseignement supérieur. Il y demeure sept ans et s'engage dans le mouvement nationaliste anti-colonial que mène Mohandas Gandhi, ce qui lui vaut quatre mois de prison. De retour aux Fidji, il ouvre une école secondaire du mouvement réformateur hindou Ārya-Samāj près de Lautoka, avant d'établir dans cette ville une école nommée en l'honneur de Gandhi. En 1937 il est l'un des cofondateurs du Kisan Sangh (en), organisation de défense des intérêts des fermiers indo-fidjiens de la canne à sucre.
Aux élections de 1940, il est largement élu représentant indo-fidjien au Conseil législatif des Fidji,. Aux élections de 1944, toutefois, il est largement battu par A.D. Patel dans sa circonscription. En 1949 il devient le président du Kisan Sangh, et en 1959 il est élu président du Congrès des Syndicats des Fidji (Fiji Trades Union Congress). Cette même année, il retrouve un siège au Conseil législatif.
Dans le même temps, il se lance dans la production de boutons vestimentaires de nacre. À la fin de sa vie, il achète un terrain à Navua, mais n'aura pas le temps d'y mener à bien son projet d'y cultiver la canne à sucre pour la production d'éthanol et de rhum. Fin septembre 1981, en visite d'État aux Fidji, la Première ministre de l'Inde Indira Gandhi compte lui remettre une « plaque commémorative » en reconnaissance de son engagement pour la liberté en Inde dans les années 1920 et 1930. B. D. Lakshman se trouve toutefois alors à Brisbane, en Australie, pour y être soigné, et ce sont deux de ses fils qui reçoivent la plaque de la Première ministre à Deuba (en). Il meurt à Brisbane deux semaines plus tard, à l'âge de 81 ans.